# Riccardo Minali
Riccardo Minali (né le 19 avril 1995 à Isola della Scala) est un coureur cycliste italien, professionnel de 2017 à 2021. Il est le fils de Nicola Minali qui fut cycliste professionnel de 1993 à 2002.

## Biographie
En septembre 2018, il termine neuvième du Grand Prix de Fourmies remporté par le sprinteur allemand Pascal Ackermann.
Il arrête sa carrière à l'issue de la saison 2021, à 26 ans. Il se reconvertit en travaillant pour la marque de vêtement Alé.

## Palmarès sur route

### Palmarès amateur
- 2011
  - 2e du championnat d'Italie sur route U17
- 2012
  - 4e étape des Tre Giorni Orobica
  - Trofeo Comune di Vertova
- 2013
  - Trofeo Comune di Vertova
- 2014
  - 2e de la Targa Libero Ferrario
  - 3e du Trophée Lampre
- 2015
  - Coppa Città di Melzo
  - Circuito del Porto-Trofeo Arvedi
  - Medaglia d'Oro Città di Monza
  - Medaglia d'Oro Fiera di Sommacampagna
  - Gran Premio Fiera del Riso
  - Circuito Alzanese
  - 2e du Circuito di Sant'Urbano
  - 2e du Trophée Antonietto Rancilio
  - 2e du Trophée Lampre
  - 3e du Trophée de la ville de Castelfidardo
- 2016
  - Coppa San Bernardino
  - La Popolarissima
  - Vicence-Bionde
  - Trophée Giacomo Larghi
  - Trophée de la ville de Castelfidardo
  - Gran Premio Osio Sotto
  - Gran Premio Ciclistico Arcade
  - Gran Premio Fiera del Riso
  - 2e du Circuito del Porto-Trofeo Arvedi
  - 2e du Circuito Guazzorese
  - 3e du Circuito di Sant'Urbano
  - 3e de la Medaglia d'Oro Città di Monza
  - 3e du Trophée Stefano Fumagalli
  - 3e du Trophée Almar
  - 3e du Gran Premio Calvatone

### Palmarès professionnel
- 2018
  - 2e et 4e étapes du Tour de Langkawi

### Résultats sur les grands tours

#### Tour d'Italie
1 participation
- 2021 : 143e

#### Tour d'Espagne
1 participation
- 2021 : 138e

### Classements mondiaux
| Année           | 2015 | 2016 | 2017 |
| --------------- | ---- | ---- | ---- |
| UCI World Tour  |      |      | 372e |
| UCI Europe Tour | 395e | 542e | 506e |
| UCI Asia Tour   |      | 507e | 115e |

## Palmarès sur piste

### Championnats d'Europe
- Anadia 2013
  -  Médaillé d'argent de l'omnium juniors
- Hannovre 2017
  -  Médaillé de bronze de course derrière derny

### Championnats nationaux
- 2012
  -  Champion d'Italie de l'omnium juniors
  - 2e du championnat d'Italie de vitesse par équipes juniors
- 2013
  -  Champion d'Italie de l'omnium juniors
  -  Champion d'Italie de keirin juniors
  - 2e du championnat d'Italie de vitesse par équipes juniors
  - 2e du championnat d'Italie de poursuite par équipes juniors
- 2014
  - 2e du championnat d'Italie de vitesse par équipes
  - 3e du championnat d'Italie du kilomètre
- 2017
  -  Champion d'Italie derrière derny